# بيرسال
بيرسال (بالإنجليزية: Pearsall, Texas)‏ هي مدينة تقع بولاية تكساس في شمال شرق الولايات المتحدة. تبلغ مساحة هذه المدينة 11 (كم²)، وترتفع عن سطح البحر 193 م، بلغ عدد سكانها 7157 نسمة في عام 2000 حسب إحصاء مكتب تعداد الولايات المتحدة وتصل الكثافة السكانية فيها 654.3 نسمة/كم2.

## التركيبة السكانية
حدّد مكتب تعداد الولايات المتحدة بيانات التركيبة السكانية لبيرسال في تعداد الولايات المتحدة. في ما يلي، التركيبة السكانية حسب تعدادي 2000 و2010.

### تعداد عام 2000
بلغ عدد سكان بيرسال 7,157 نسمة بحسب تعداد عام 2000، وبلغ عدد الأسر 2,201 أسرة وعدد العائلات 1,689 عائلة مقيمة في المدينة. في حين سجلت الكثافة السكانية 421 نسمة لكل كيلومتر مربع (1,090.4/ميل2). وبلغ عدد الوحدات السكنية 2,470 وحدة بمتوسط كثافة قدره 145.3 لكل كيلومتر مربع (376.3/ميل2).
وتوزع التركيب العرقي للمدينة بنسبة 73.80% من البيض و0.39% من الأمريكيين الأفارقة و0.71% من الأمريكيين الأصليين و0.28% من الأمريكيين ذوي الأصول الآسيوية و0.01% من سكان جزر المحيط الهادئ و22.01% من الأعراق الأخرى و2.79% من عرقين مختلطين أو أكثر و84.24% من الهسبانيون أو اللاتينيون من أي عرق.
بلغ عدد الأسر 2,201 أسرة كانت نسبة 47.9% منها لديها أطفال تحت سن الثامنة عشر تعيش معهم، وبلغت نسبة الأزواج القاطنين مع بعضهم البعض 53.1% من أصل المجموع الكلي للأسر، ونسبة 18.2% من الأسر كان لديها معيلات من الإناث دون وجود شريك، بينما كانت نسبة 5.4% من الأسر لديها معيلون من الذكور دون وجود شريكة وكانت نسبة 23.3% من غير العائلات. تألفت نسبة 20.8% من أصل جميع الأسر من عدة أفراد يعيشون في نفس المنزل ونسبة 9.9% كانت تتألف من شخص يعيش بمفرده يبلغ من العمر 65 عاماً أو أكثر. وبلغ متوسط حجم الأسرة المعيشية 2.99، أما متوسط حجم العائلات فبلغ 3.47.
بلغ العمر الوسطي للسكان 31.3 عاماً. وكانت نسبة 30.6% من القاطنين تحت سن الثامنة عشر، وكانت نسبة 8.6% بين الثامنة عشر والرابعة والعشرين عاماً، ونسبة 23.3% كانت واقعةً في الفئة العمرية ما بين الخامسة والعشرين والرابعة والأربعين عاماً، ونسبة 19% كانت ما بين الخامسة والأربعين والرابعة والستين، ونسبة 10.5% كانت ضمن فئة الخامسة والستين عاماً فما فوق. يوجد لكل 100 أنثى 93.9 ذكر، ويوجد لكل 100 أنثى في الثامنة عشر من عمرها فما فوق 90.5 ذكر.
بلغ متوسط دخل الأسرة في المدينة 21,602 دولارًا، أما متوسط دخل العائلة فبلغ 23,470 دولارًا. وكان متوسط دخل الذكور 21,295 دولارًا مقابل 14,720 دولارًا للإناث. وسجل دخل الفرد الخاص بالمدينة 13,383 دولارًا. وكانت نسبة 30.4% من العائلات ونسبة 35% من السكان تحت خط الفقر، وكان من هؤلاء نسبة 43.9% تحت سن الثامنة عشر ونسبة 40% في الخامسة والستين من العمر وما فوق.

## معرض صور

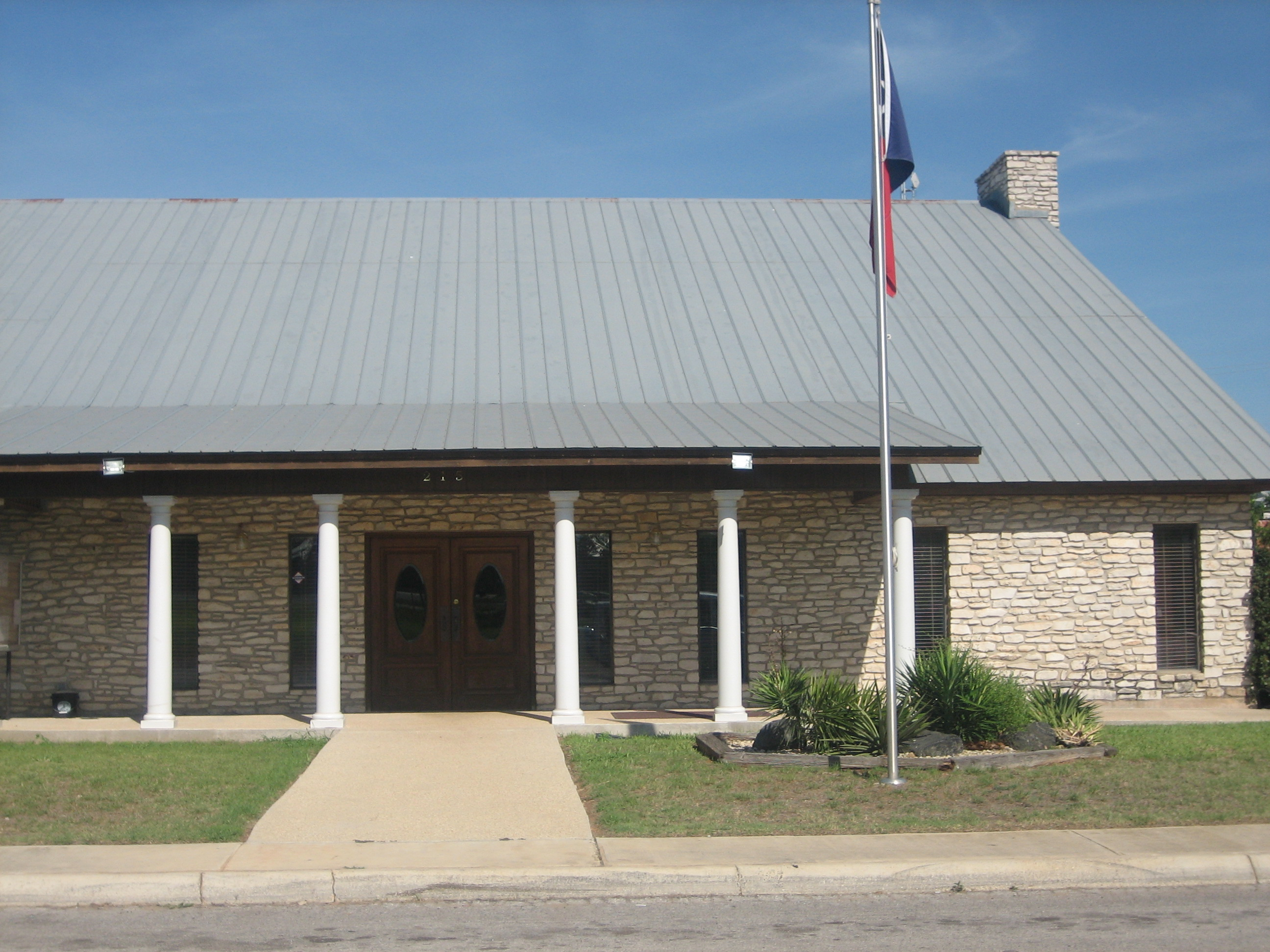
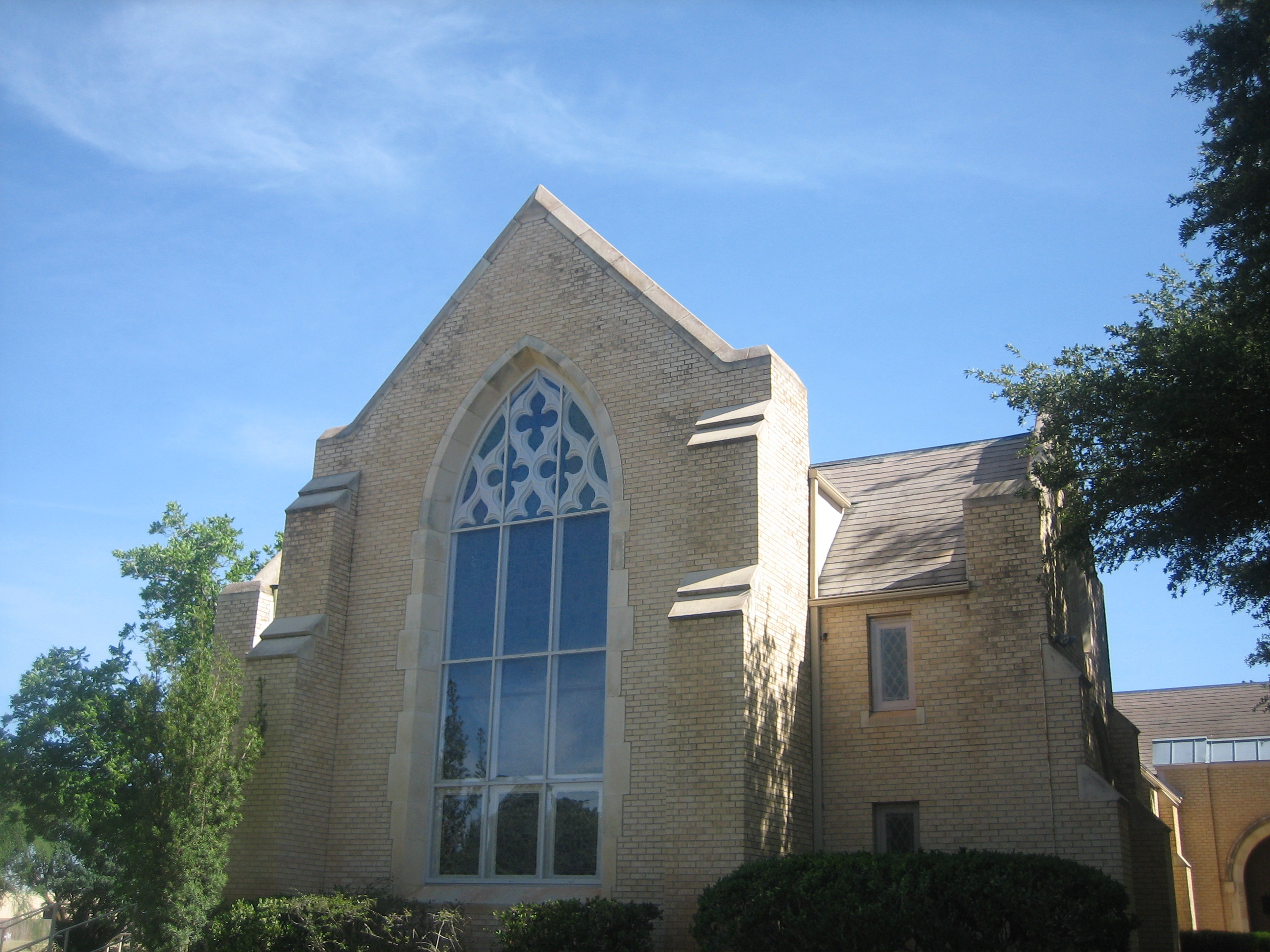
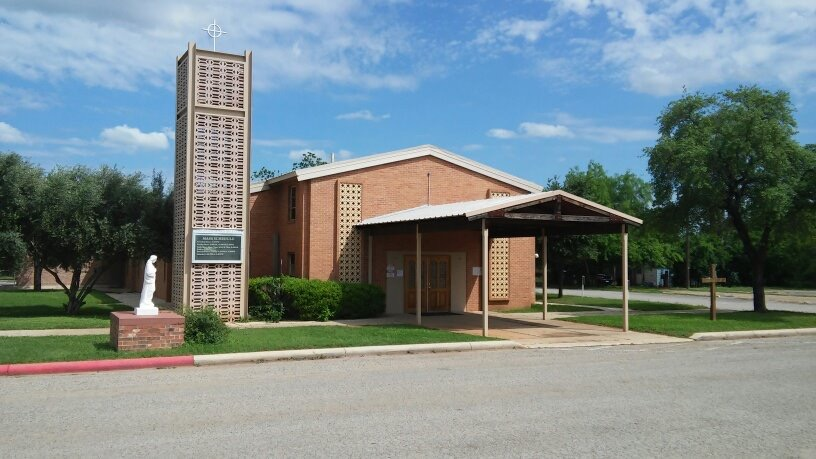
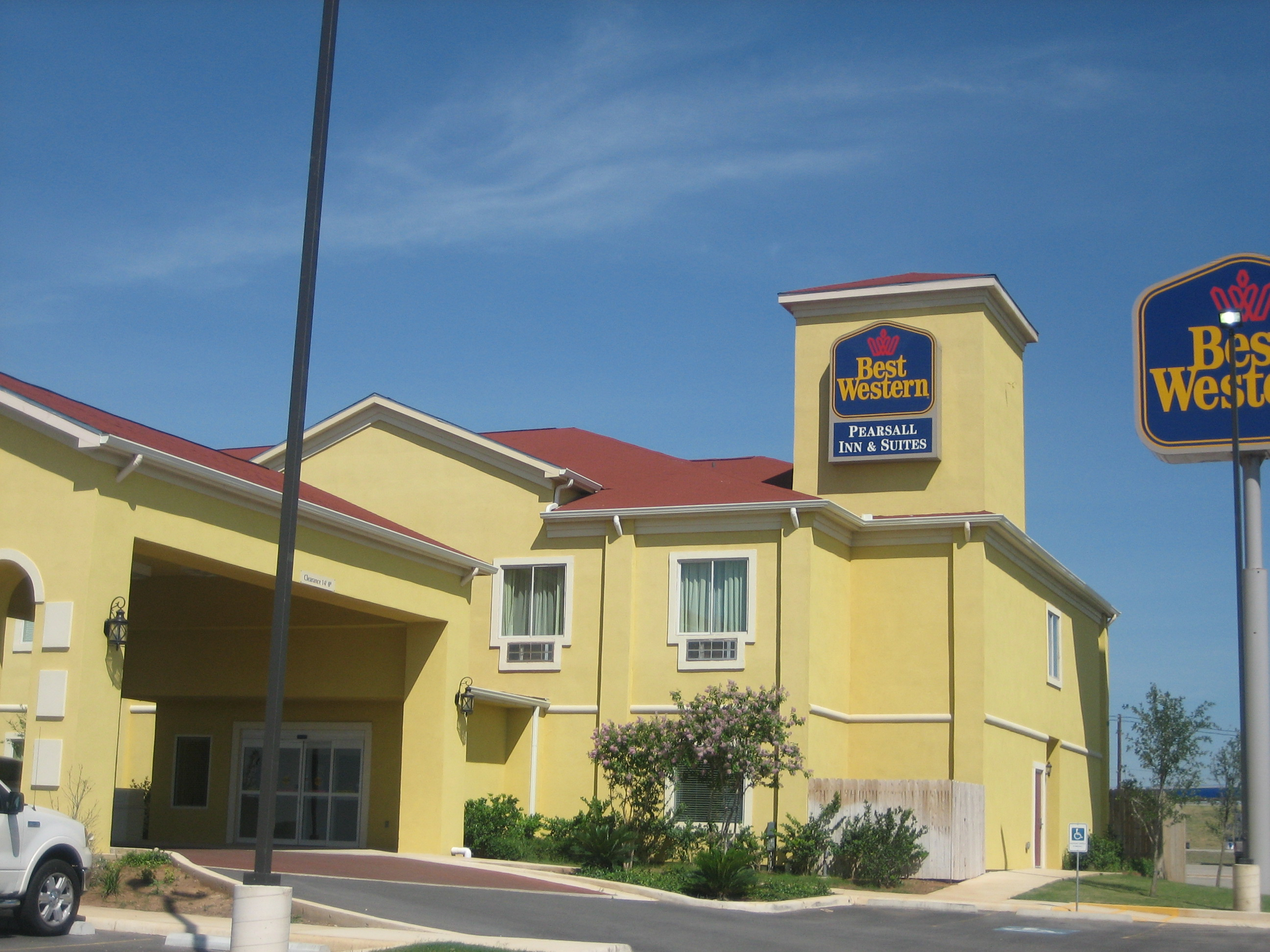
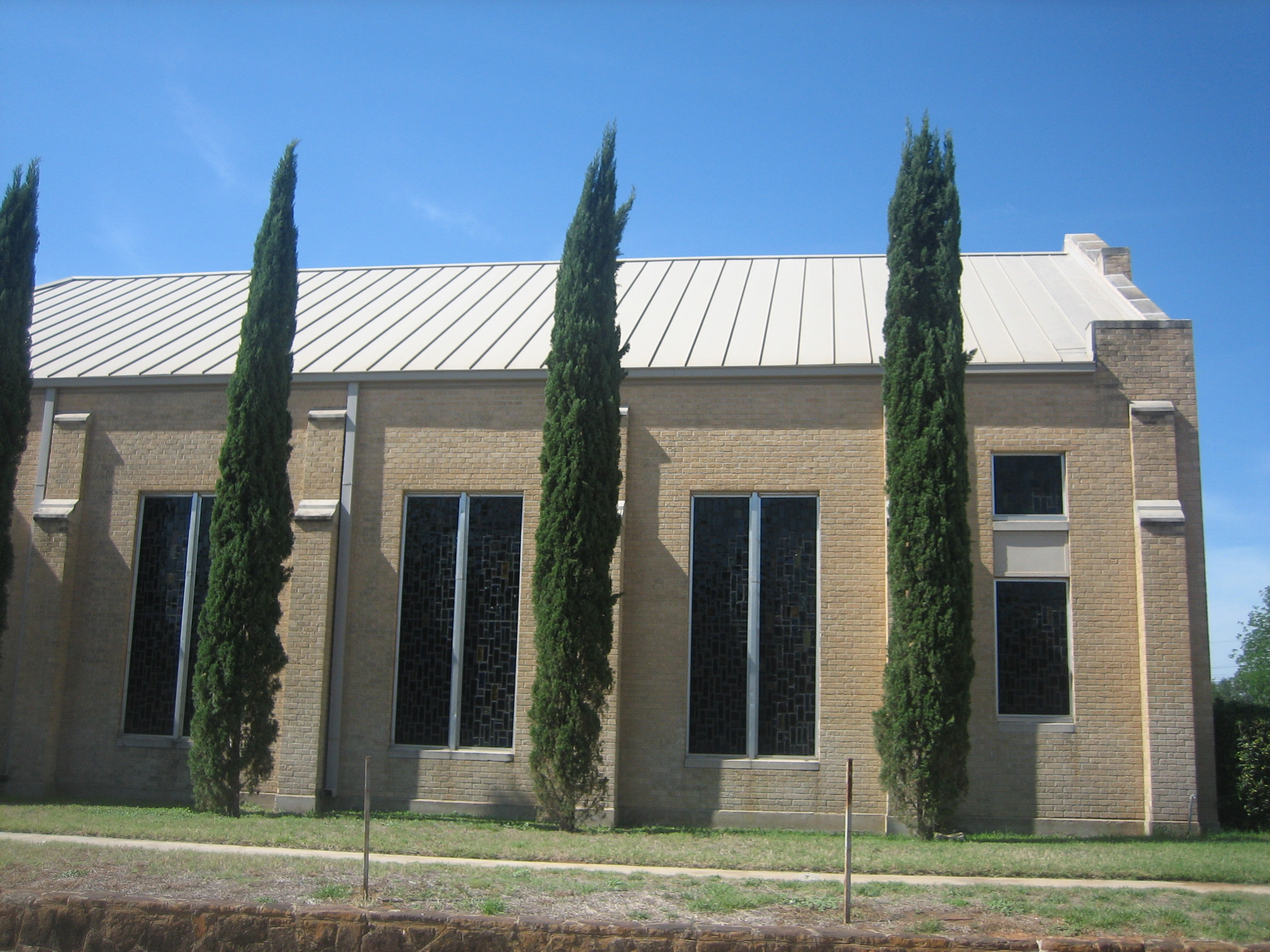

### تعداد عام 2010
بلغ عدد سكان بيرسال 9,146 نسمة بحسب تعداد عام 2010، وبلغ عدد الأسر 2,435 أسرة وعدد العائلات 1,767 عائلة مقيمة في المدينة. في حين سجلت الكثافة السكانية 538 نسمة لكل كيلومتر مربع (1,393.4/ميل2). وبلغ عدد الوحدات السكنية 2,750 وحدة بمتوسط كثافة قدره 161.8 لكل كيلومتر مربع (419.1/ميل2).
وتوزع التركيب العرقي للمدينة بنسبة 78.93% من البيض و1.31% من الأمريكيين الأفارقة و0.48% من الأمريكيين الأصليين و3.33% من الأمريكيين ذوي الأصول الآسيوية و14.12% من الأعراق الأخرى و1.83% من عرقين مختلطين أو أكثر و85.11% من الهسبانيون أو اللاتينيون من أي عرق.
بلغ عدد الأسر 2,435 أسرة كانت نسبة 43.9% منها لديها أطفال تحت سن الثامنة عشر تعيش معهم، وبلغت نسبة الأزواج القاطنين مع بعضهم البعض 44.6% من أصل المجموع الكلي للأسر، ونسبة 22% من الأسر كان لديها معيلات من الإناث دون وجود شريك، بينما كانت نسبة 6% من الأسر لديها معيلون من الذكور دون وجود شريكة وكانت نسبة 27.4% من غير العائلات. تألفت نسبة 23.4% من أصل جميع الأسر من عدة أفراد يعيشون في نفس المنزل ونسبة 10.5% كانت تتألف من شخص يعيش بمفرده يبلغ من العمر 65 عاماً أو أكثر. وبلغ متوسط حجم الأسرة المعيشية 2.93، أما متوسط حجم العائلات فبلغ 3.47.
بلغ العمر الوسطي للسكان 31.7 عاماً. وكانت نسبة 24.7% من القاطنين تحت سن الثامنة عشر، وكانت نسبة 13.1% بين الثامنة عشر والرابعة والعشرين عاماً، ونسبة 31% كانت واقعةً في الفئة العمرية ما بين الخامسة والعشرين والرابعة والأربعين عاماً، ونسبة 20.1% كانت ما بين الخامسة والأربعين والرابعة والستين، ونسبة 11% كانت ضمن فئة الخامسة والستين عاماً فما فوق. وتوزع التركيب الجنسي للسكان بنسبة 58.7% ذكور و41.3% إناث.

## أعلام
- جين بيلي
- براد رايت

## وصلات خارجية
- cityofpearsall.org
- The US50 - Cities and Towns in Texas State